# Bunne
Bunne is een esdorp in de gemeente Tynaarlo (tot 1998 van Vries, daarna tot 1999 van Zuidlaren) in de Nederlandse provincie Drenthe. Het dorpje telt 220 inwoners (2023).

## Geografie
Ten oosten van Bunne ligt het dorp Eelde, ten zuiden de dorpen Donderen en Vries en ten noorden de dorpen Peize en Winde. Van het laatste dorp wordt Bunne gescheiden door het Eelderdiep, dat hier ook wel Bunner Diepje wordt genoemd. Aan de westkant van het dorp lag vroeger het uitgestrekte Bunnerveen dat in de zestiger jaren van de twintigste eeuw grootschalig is ontgonnen. Ten zuiden van het dorp ligt de Bunneres, die deels bestaat uit bouwland en veeteeltgebied en deels uit natuurgebied, alwaar een naturistencamping en de drie vennen Langwandveen, Holtveen en Langakkersveen liggen.
Tot 1998 hoorde het dorpje bij de gemeente Vries.

## Geschiedenis

### Burcht, commanderij en huis te Bunne

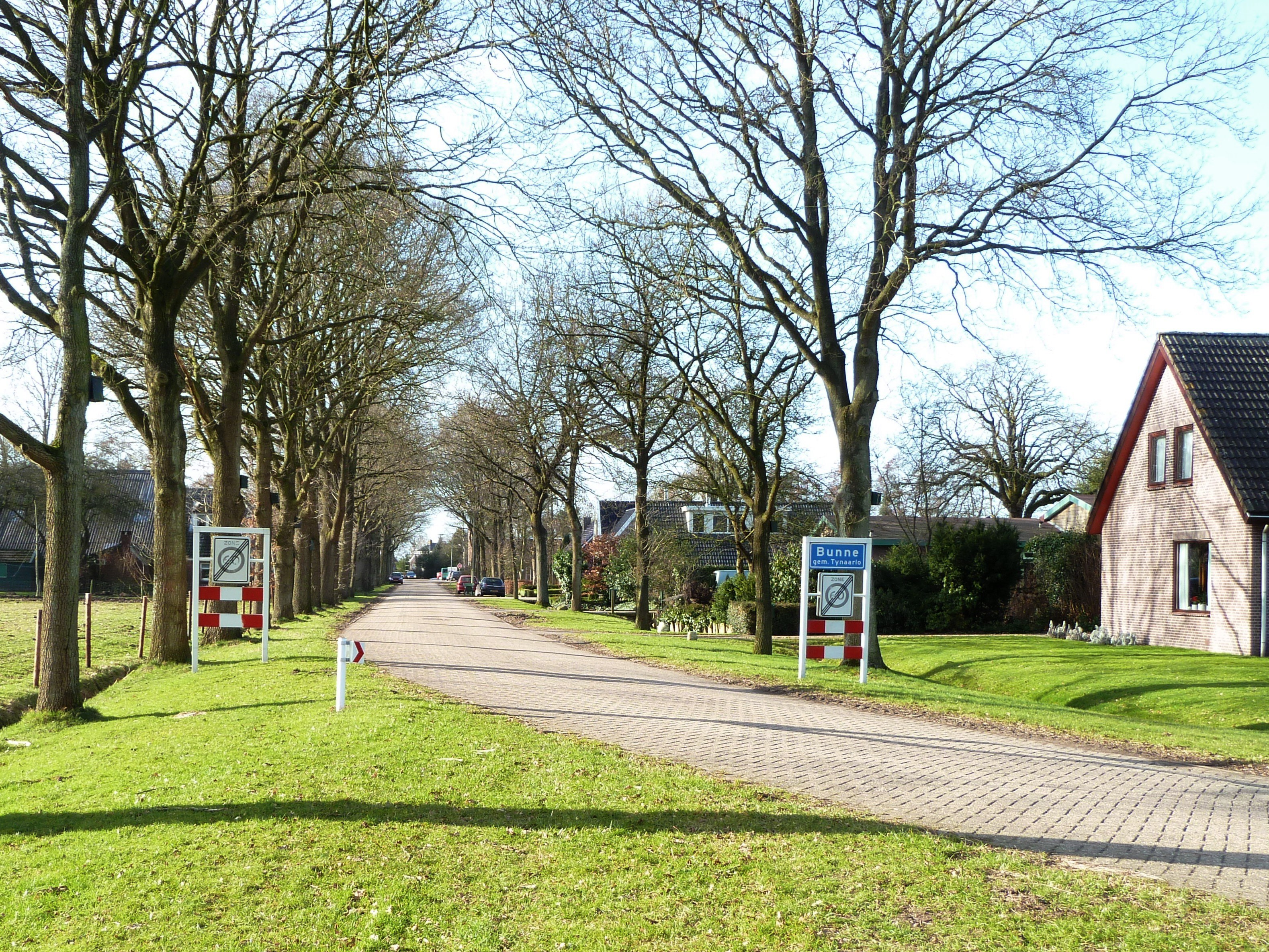
Ingang naar Bunne vanaf de Eelderweg (2011)

Het dorp wordt voor het eerst genoemd in 1141 als Buun. Rond 1206-07 wordt de naam gespeld als Bonne en Bunne duikt voor het eerst op in 1302. De betekenis is niet bekend: Er zijn drie verklaringen bekend; de naam kan zijn afgeleid van de mansnaam Bunno, Bunne, Bunna of Buyn; of van het woord buun of bune, wat wordt verklaard als "gevlochten heg", "vlechtwerk" of "beschoeiing"; of de naam kan zijn afgeleid van het woord bunjo, wat "verhoging" of "hoogte" betekent.
Rond 1145 liet de bisschop van Utrecht Hartbert van Bierum bij Bunne een burcht bouwen met kapel en bierbrouwerij omringd door een brede gracht. Eind 13e eeuw trad Ludolf van Bunne toe tot de Duitse Orde en schonk in 1272 de burcht aan de Duitse Orde. Hierdoor groeide de burcht als commanderij uit tot een van de drie kloosters van Drenthe onder de bijnaam 'Duitse Huis der Heilige Maria te Bunne' (de andere twee waren Mariënkamp bij Assen en Dikninge bij De Wijk). De kloosterlingen kwamen uit Utrecht en waren verantwoordelijk voor de eigendommen van de orde in het noorden en het inzamelen van geld voor de ridders en hun expedities. De eigendommen en invloed van het klooster strekten zich uit rond Bunne, Noord-Drenthe en rond de stad Groningen. Het collatierecht van de kerk van Eelde behoorde ook aan het klooster en in 1446 werd de kerk in Vries ook eigendom van het klooster. Onder invloed van de Gelderse Oorlogen en door de vaak afwezige ridders verviel het klooster in de 16e eeuw en in 1560 waren er zoveel schulden dat het klooster zelfs onbeheerd werd achtergelaten. Drie jaar later, in 1563, ruilde de orde de commanderij met jonker Johan van Ewsum van de havezate Mensinga, die poogde om een heerlijkheid te stichten in het Noordenveld. De commanderij kreeg daarop de naam 'Huis te Bunne'. Bij de commanderij hoorde een kapel waarin een priester de bevolking van Bunne en Winde voorging. Na de opheffing van de commanderij werd de kapel in 1580 afgebroken en de grond waarop deze stond werd vervolgens ingericht als begraafplaats.
Het Huis te Bunne verwerd in de 18e eeuw tot een boerderij. Eind 18e eeuw werden veel delen van de oorspronkelijke burcht afgebroken, waaronder de laatste poort. In 1846 verdwenen de laatste resten. De boerderij bleef vanaf 1781 ongeveer 150 jaar in handen van de familie Ebels, alvorens deze in 1934 werd verkocht aan de familie Hofstee. De boerderij staat aan de Burchtweg 18 in het zuidwesten van het dorp.

### Zuivelfabriek

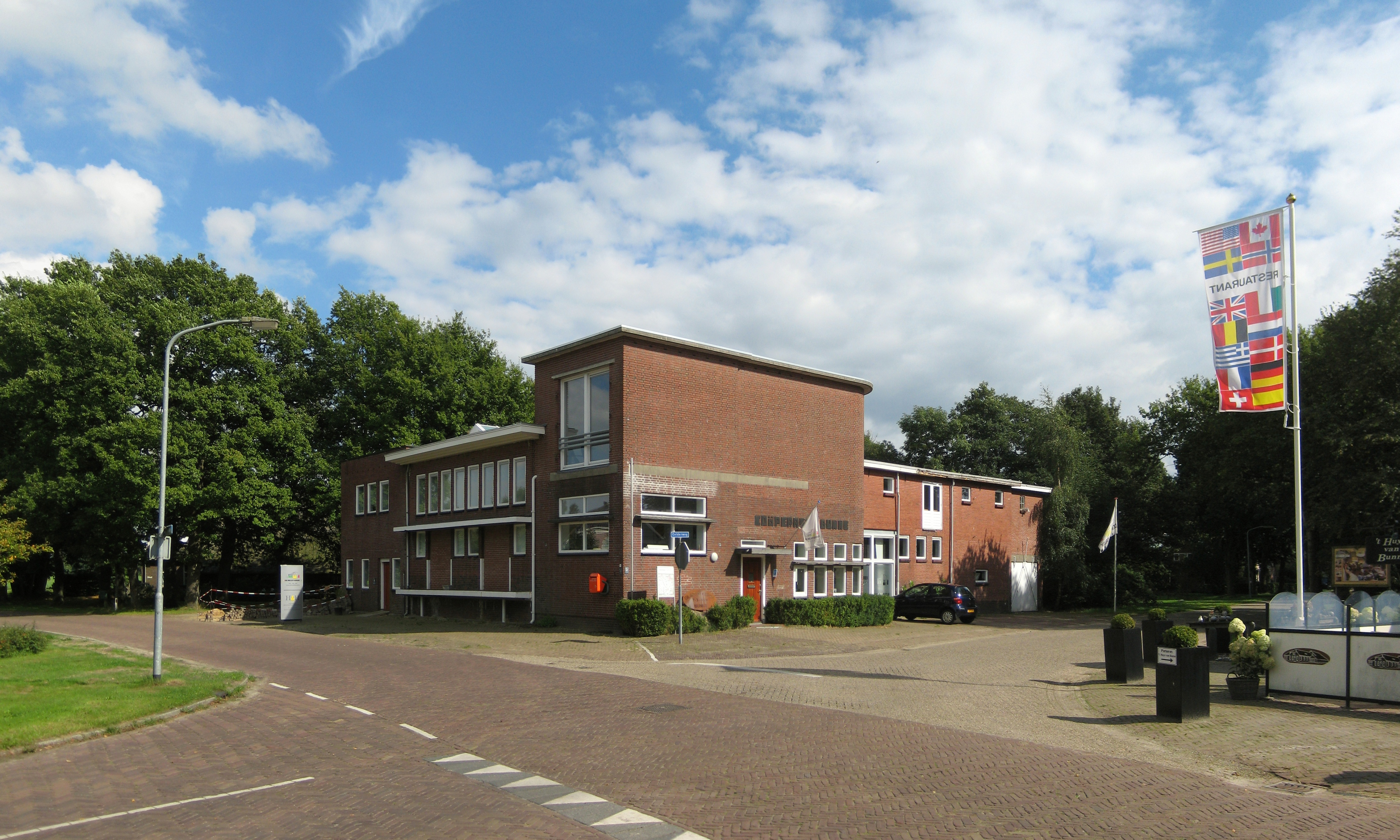
De voormalige zuivelfabriek van Bunne, ontworpen door J. Boelens Kzn. (2013)

In 1896 werd de Coöperatieve Handkracht Zuivelfabriek Winde en Bunne opgericht in Bunne, op het kruispunt van de Burchtweg-Eelderweg met de Donderenseweg-Peizerweg. In 1911 werd de fabriek omgezet naar een stoomzuivelfabriek met korenmalerij en handel in veevoer. In 1936 werd de fabriek gemoderniseerd en uitgebreid. De fabriek werd meermalen onderscheiden en behoorde begin 20e eeuw tot de meest succesvolle zuivelfabrieken van Nederland. In 1968 werd de fabriek gesloten en vervolgens tot 1971 gebruikt als opslag van de DOMO. In 1971 werd de fabriek verbouwd tot een metaalconstructiebedrijf. In 1980 werd de schoorsteen gesloopt. Tegenover de fabriek staat het restaurant 't Huys van Bunne.

### School
Reeds voor 1817 stond er een school in Bunne, waar ook de kinderen van Winde naartoe gingen. In 1985 werd de school echter opgeheven.

### Geboren in Bunne
- Jan Aling (1949-2020), wielrenner